# Белорусские наёмники в Кот-д’Ивуаре
Белорусские наёмники в Кот-д’Ивуаре — группа бывших кадровых лётчиков и техников Вооружённых сил Беларуси в Кот-д’Ивуаре, направленных под предположительным патронажем французских и белорусских властей для оказания помощи правительственной армии Лорана Гбагбо в гражданской войне 2002—2007 годов.
Белорусы занимались переподготовкой африканских пилотов, которые ранее летали на французских Dassault/Dornier Alpha Jet, для эксплуатации советских штурмовиков Су-25. Ивуарийцы совершили со своими иностранными инструкторами только три боевых вылета. В ходе последнего они нанесли удар по французской базе в Буаке. Инцидент привёл к захвату французскими войсками аэродрома Ямусукро и выступлениям ополчения «Молодые патриоты» в Абиджане. После этого белорусы немедленно покинули страну. Спустя годы на них было заведено уголовное дело по факту убийства военнослужащих. Один из наёмников, Юрий Сушкин, заочно приговорён к пожизненному заключению.
В то время в Кот-д'Ивуаре, помимо граждан Беларуси, находились также наёмные авиаспециалисты из Франции, ЮАР, России и Украины.

## Накануне
С момента смерти в 1993 году первого президента страны Феликса Уфуэ-Буаньи в Кот-д’Ивуаре начала накаляться обстановка, вызванная экономическим спадом и этнической напряжённостью. Последнее стало следствием лишения избирательного права порядка 26% населения — трудовых мигрантов из Буркина-Фасо и их потомков во втором поколении. Невзирая на свою многочисленность, эта группа по тогдашнему законодательству не могла участвовать в политической жизни государства. В сентябре 2002 года противоречия вылились в гражданскую войну. Враждующие стороны были представлены правительством президента Лорана Гбагбо и оппозиционной группировкой «Новая сила». Попутно в «горячей точке» развернула свою деятельность Франция. Она активно помогала действующему президенту. Французская сторона, официально выступавшая в конфликте как миротворец, стремилась поддержать лояльный себе режим и порядок в бывшей колонии.
Фактической столицей повстанческой коалиции стал город Буаке. Он имел выгодное стратегическое положение — населённый пункт связан железной дорогой с Буркина-Фасо и автомобильными дорогами с городами Абиджан и Ямусукро, а также соседними государствами Мали, Гана и тем же Буркина-Фасо. Здесь же располагалась крупная база ивуарийских ВВС, где находилась значительная часть авиатехники страны. В начале конфликта данный объект попал в руки мятежников, что лишило правительственную авиацию основы своего парка. Кроме того, боевики грозились применить самолёты против противника, хотя фактически такой возможности не имели из-за отсутствия лётчиков.
Тем временем Вооружённые силы Кот-д’Ивуара начали активно закупать военную технику у Беларуси. В 2002-м проданы 2 вертолёта Ми-24В, 10 миномётов 2С12 «Сани» и 12 БМП-1. В 2003 году поставлены 2 штурмовика Су-25УБ (двухместные), 6 РСЗО БМ-21, 6 БТР-80, 13 БРДМ-2 и 1 БМП-1. В 2004 году ивуарийцы получили ещё 2 Су-25, но уже одноместных. Также шли поставки большого количества стрелкового оружия и боеприпасов к ним.
Ранее, в 1992—1996 годах, в Беларуси проводилась политика демилитаризации, в рамках которой были осуществлены мероприятия по сокращению вооружённых сил и вооружений. Многие военнослужащие потеряли место работы, в то время как государство стояло перед проблемой утилизации излишков военной техники. Согласно военному аналитику Александру Алесину, первый фактор привёл к наёмничеству, когда бывшие армейские кадры уезжали на заработки в развивающиеся страны, а второй — распродаже вооружений. Наиважнейшим регионом в сфере сбыта военной продукции и оказания услуг военспецов, как отмечал его коллега Егор Лебедок, стала Африка.

## Деятельность
Вместе с техникой в страну направились белорусские ремонтники и пилоты. Как писал журнал «История авиации», технический персонал прибыл уже в ноябре 2002 года для обслуживания Ми-24. В мае следующего года, когда правительственные силы получили первые штурмовики, вместе с ними в Кот-д’Ивуаре оказался Ан-12 с белорусским либо украинским экипажем.
Согласно газете «Комсомольская правда», наёмников могли завербовать через некую фирму в Минске, которая организует выезд бывших военнослужащих на зарубежные подработки. Спустя несколько лет та же контора будет заниматься выездом военных специалистов в Ливию. В страну, по информации «Le Monde», они прибыли через Того при поддержке оружейного торговца Робера Монтойя. Контингент базировался на аэродроме под Ямусукро, который делил с французскими военными, в частности, 2-м гусарским полком. Их основной задачей было переобучить ивуарийских пилотов, ранее летавших на Dassault/Dornier Alpha Jet, к полётам на Су-25. Как сообщило издание «Médiapart», французские спецслужбы вели постоянную слежку за наёмниками и круглые сутки наблюдали за подготовкой правительственных сил.
В данную миссию были вовлечены не только белорусы. Так, в течение нескольких месяцев в учебных центрах Украины прошли подготовку шесть ивуарийских лётчиков и наземный технический персонал.
Точные данные о численности группы неизвестны. В составе контингента числилось от 6 (по данным RFI) до 8 (по данным WikiLeaks) авиационных техников. Ещё четверо находились в Абиджане на обслуживании Ан-12 вместе с другой наёмной группой российско-украинских лётчиков и ремонтников. Сообщалось о двух авиаторах — Юрии Сушкине и Борисе Смахине. Первый ранее возглавлял авиабазу в Поставах:322 и имел опыт боевых действий в Афганистане:227. О втором информации нет.

### Авиационный парк
По данным Oryxspioenkop и журнала «История авиации».
| Год поставки          | Бортовой номер | Модель                               | Поставщик | Пометки |           |           |
| Вертолёты             | Вертолёты      | Вертолёты                            | Вертолёты | Вертолёты | Вертолёты | Вертолёты |
| --------------------- | -------------- | ------------------------------------ | --------- | --- | --------- | --------- |
| 2002                  | ?              | Ми-24В (2 ед.)                       | Беларусь  | первоначально пилотировали наёмники из Франции и ЮАР, ранее воевавшие в Сьерра-Леоне; технический персонал составили белорусы и украинцы |           |           |
| 2002                  | ?              | Ми-24П                               | Болгария  | первоначально пилотировали наёмники из Франции и ЮАР, ранее воевавшие в Сьерра-Леоне; технический персонал составили белорусы и украинцы |           |           |
| 2003                  | ?              | Ми-24Д (2 ед.)                       | Болгария  | первоначально пилотировали наёмники из Франции и ЮАР, ранее воевавшие в Сьерра-Леоне; технический персонал составили белорусы и украинцы |           |           |
| Штурмовые самолёты    |                |                                      |           | |           |           |
| 2003                  | «20»           | Су-25УБ (учебно-боевой, двухместный) | Беларусь  | пилотировали Борис Смахин и ивуарийский лётчик                                                                                           |           |           |
| 2003                  | «21»           | Су-25УБ (учебно-боевой, двухместный) | Беларусь  | пилотировали Юрий Сушкин и ивуарийский лётчик                                                                                            |           |           |
| 2004                  | «02»           | Су-25 (боевой, одноместный)          | Беларусь  | не собран и не в эксплуатации |           |           |
| 2004                  | «03»           | Су-25 (боевой, одноместный)          | Беларусь  | не собран и не в эксплуатации |           |           |
| Транспортные самолёты |                |                                      |           | |           |           |
| 2004                  | ?              | Ан-12                                | ?         | эксплуатировала команда из 15 пилотов и техников, в числе которых украинцы, россияне, белорусы                                           |           |           |

Помимо вышеуказанной техники, к ноябрю 2004 года ивуарийская авиация приобрела и другие машины, в числе которых 3 вертолёта (два Ми-8 из Болгарии и четыре IAR-330 — транспортная модификация Sud-Aviation SA.330 Puma из Румынии), 4 самолёта (BAC Strikemaster, которыми управлял французский частный военный подрядчик, получивший их из Ботсваны через Мальту) и 2 беспилотника (Aeronautics Aerostar из Израиля).
Однако ударной силой ВВС стали именно белорусские Су-25. Как отметили Стейн Митцер и Йост Олиманс с Oryxspioenkop, все четыре штурмовика были украшены маркировкой в виде акульей пасти, которая применялась почти на всех правительственных боевых самолётах и вертолётах с начала 2000-х годов. «Пасти» впервые начала рисовать на некоторых белорусских Ми-24 ещё в 1990-х годах, а затем перекочевали в Кот-д’Ивуар. Интересно, что борт «21» оснащён чем-то вроде бронелистов по бокам задней кабины, мало чем отличающихся от тех, что можно увидеть на МиГ-23БН и МиГ-27. Данные элементы являются уникальной особенностью двух модернизированных Беларусью штурмовиков (другая машина поставлена в Перу), и никогда не встречались ни на одном другом Су-25 в мире.

### Инцидент в Буаке

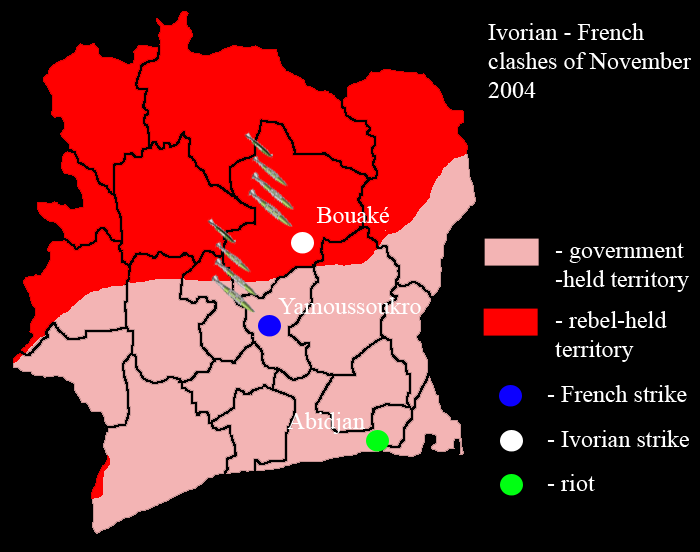
Карта событий ноября 2004 года

13 октября 2004 года руководство «Новой силы» объявило о выходе из программы по разоружению, которая велась в рамках мирного процесса между властями и оппозицией, поскольку недалеко от демаркационной линии повстанцы перехватили два грузовика с оружием, предназначенных для ивуарийской армии. 28 октября на контролируемых мятежниками северных территориях объявлено чрезвычайное положение. 4 ноября президент Гбагбо отдал распоряжение нанести серию ударов по повстанцам.
В тот же день авиация осуществила первый удар по позициям противника в районе городов Буаке и Корого. На задание вышли два смешаных экипажа: Юрий Сушкин летел с капитаном Анжем Гнандуетом («21»), а Борис Смахин с другим африканцем («20»). Подполковник Патрис Уэй был координатором операции. Удары были нанесены по складам боеприпасов и укрытиям лидеров повстанцев. В результате воздушного налёта пострадало и мирное население.
5 ноября штурмовики нанесли серию ударов по позициям боевиков в северной части страны. В Буаке был уничтожен штаб повстанцев. Экипажи применяли фугасные авиабомбы ФАБ-250, разовые бомбовые кассеты РБК-250-275, а также НУРСы С-5. При появлении в воздухе Су-25 мятежники начинали сразу паниковать и разбегались нередко бросая оружие.
6 ноября экипажи совершили ещё один вылет. На этот раз атаке подверглась база французских миротворцев в Буаке. Под бомбами погибли девять военнослужащих. Среди жертв был один гражданин США, работавший в рамках гуманитарной миссии. Вернувшись на базу, пилоты столкнулись с бойцами морской пехоты армии Франции. Военные обстреляли самолёты из противотанковых комплексов, убив одного ивуарийского техника, а затем пленили всех находящихся на территории гавани. Тем не менее вскоре они отпустили задержанных. Белорусы, под видом специалистов в области сельского хозяйства, решают бежать в Гану, а оттуда на автобусе уходят в Того.
16 ноября группу ловят тоголезские силовики. Тогдашний министр внутренних дел страны Франсуа Боко пытался выдать иностранцев французским властям, но через две недели с негласного разрешения последних их отпускают. Наёмники были быстро эвакуированы из Того при посредничестве Робера Монтойя.
Одновременно в аэропорту города Абиджан под стражей удерживался экипаж транспортного самолёта Ан-12, в составе которого было 15 граждан стран СНГ, в том числе восемь украинцев, четверо белорусов и трое россиян.
В ноябре 2005 года, по данным телеканала CNN, в Кот-д’Ивуар направились 10 техников из Украины и Беларуси. В их задачу входило восстановление и ремонт самолётов и вертолётов, пострадавших во время конфликта с Францией.

## Власти

### Официальные заявления
Уже 12 ноября министр обороны Франции Мишель Алио-Мари сообщила, что в самолётах Кот-д’Ивуара, бомбивших французских миротворцев, находились белорусские пилоты-наёмники.
Официальный представитель МИД Республики Беларусь Андрей Савиных заявил об отсутствии белорусских граждан, а тем более военных, в Кот-д’Ивуаре.
Правительство Гбагбо также отрицало участие в событиях белорусов. Со слов тогдашнего заместителя командующего Военно-воздушными силами Кот-д’Ивуара полковника Аду Бахиро Дениса, иностранцы хоть и оказывали помощь и консультации военной авиации, но непосредственно с техникой не работали. В то же время, в ответ на вопрос относительно техников с белым цветом кожи, офицер сказал, что эти лица являлись мулатами или имели смешанное происхождение.
Касательно задержанных в Абиджане минобороны Кот-д’Ивуара заявило, что никто из иностранцев самолётами не управлял, пилотированием занимались только ивуарийцы. В то же время, согласно военному ведомству, в стране находились 15 белорусских механиков, которые обслуживали самолёты. Впоследствии оказалось, что 8 из них на самом деле являются гражданами Украины.
В 2005-м представители украинских и белорусских властей отрицали информацию CNN о прибытии группы своих техников для нового восстановления ВВС. В свою очередь Министерство обороны Кот-д'Ивуара признало, что наняло иностранных специалистов для обслуживания и ремонта авиатехники, но не уточнило, каких именно.

### Связи с Парижем и Минском
Первые подозрения в связях наёмников с элитами появились в 2010 году с публикацией материалов сайта WikiLeaks, полученных от тогдашнего министра внутренних дел Того Франсуа Боко. Как выяснилось, когда один из лётчиков (по другим данным, оба) и ещё несколько белорусских граждан были задержаны, то власти уведомили французских военных и спецслужбы. Однако те дали негласное разрешение отпустить иностранцев.
Как отмечал военный аналитик Александр Алесин, для различных зарубежных миссий, особенно в зонах боевых действий, белорусские власти используют чаще всего именно отставных военнослужащих, а не действующие армейские кадры. Различные негосударственные белорусские источники сообщили, что на ивуарийских Су-25 возможно были белорусские пилоты, которые являлись либо наёмниками, либо действующими белорусскими военными. Самолёты, как сообщалось, были также направлены в Кот-д’Ивуар из Беларуси. Её вовлечение было обосновано желанием Парижа прикрыть свою теневую деятельность здесь. За решением данного вопроса, согласно спецкорреспонденту RFI Сергею Дмитриеву, стоял бывший жандарм службы безопасности Елисейского дворца при Франсуа Миттеране Робер Монтойя, который под патронажем французского правительства занимался различной деятельностью в Африке, поставками оружия и вербовкой иностранных бойцов.
Долгие годы семьи погибших военнослужащих и их юристы пытались инициировать расследование налёта на Буаке, но около 15 лет их старания были безуспешны. Одна из версий, озвученных газетой Le Monde, предполагала, что судебный процесс над белорусскими лётчиками в Париже мог выявить неприглядную роль французского торговца оружием Робера Монтойя, который в то время проживал в Того и имел непосредственное отношение к поставкам вооружений, в том числе из стран бывшего СССР. Это могло затронуть интересы французского истеблишмента. Также издание опубликовало несколько теорий, касаемых событий 6 ноября 2004 года. По им налёт экипажей был запланированной акцией Франции, которая стремилась либо создать предлог для вывода своих войск, либо сместить Гбагбо.
Англоязычные источники отмечали, что белорусы могли иметь связи с южноафриканской ЧВК «Executive Outcomes». Ранее упомянутый Робер Монтойя возглавлял офис предприятия в Того. В 1996 году бывший жандарм помогал французским спецслужбам в создании наёмнического подразделения «Белый легион», воевавшим в Заире.
Как предполагало интернет-издание «Свободная пресса», минская контора, направившая специалистов в страну, находилась под надзором белорусских спецслужб.

## Последующие события

### Судебное разбирательство
В 2006 году, спустя 15 месяцев после ивуарийских событий, Парижский военный суд выдал ордер на арест пилотов. Вскоре прокурор дал отрицательное заключение на этот ордер, поскольку «личность этих наёмников оставалась под вопросом». Спустя 10 лет Сабин Керис, которая вела расследование обстоятельств гибели французских военных в Буаке, обратилась в Суд Французской Республики с требованием начать уголовное дело в отношении трёх бывших министров за бездействие во время событий 2004 года. Однако комиссия суда отказалась инициировать разбирательство, обосновав это тем, что бездействие министров не может быть основанием для их судебного преследования.
25 июня 2018 года прокуратура Парижа попросила передать в суд присяжных дело об инциденте. Впервые в документах фигурировали имена авиаторов — Юрия Сушкина и Бориса Смахина. Также обвинения были выдвинуты против двух офицеров ивуарийской армии: подполковника Патриса Уэя и капитана Анжа Гнандуета.
17 марта 2020 года в Париже предполагалось возобновление судебного процесса по делу о событиях в Буаке. Родственники погибших французских военных всё ещё оставались недовольны, что власти Франции и Кот-д’Ивуара за прошедшие 15 лет так и не раскрыли обстоятельств событий и не сделали всё от них зависящее для установления виновных. Из-за пандемии коронавируса заседание было перенесено на 2 июля. Однако и в этот раз заседание было перенесено. 29 марта 2021 года судебный процесс возобновился. Показания давали больше 90 человек.
15 апреля суд заочно признал Сушкина, Гнандуета и Уэя виновными в убийстве военных и приговорил их к пожизненному заключению. Смахина из дела исключили по неизвестным причинам. При вынесении приговора было отмечено, что атака на французских военных была «определённо умышленной». К этому времени один из лётчиков, Гнандует, уже скончался. Он умер в 2016 году. В результате суда никак не прояснились мотивы удара по базе: так как обвиняемые отсутствовали, не было и их показаний. Заочно судили только исполнителей, так что до сих пор неясно, кто именно навёл штурмовики на французский военный лагерь.

### Белорусская военная помощь
С окончанием конфликта Беларусь продолжила оказывать военную помощь ивуарийской армии. В 2009 году Минск продал стране вооружений на сумму 8,4 миллиона долларов.
В апреле 2012 года Совет безопасности ООН рассмотрел доклад своих экспертов о незаконных поставках оружия в Кот-д’Ивуар. Якобы перед второй гражданской войной 2010—2011 годов войска Гбагбо закупали вооружение и боеприпасы в соседних странах, а также в Румынии и Беларуси. Среди торговых партнёров по поставкам оружия в докладе указаны белорусская фирма «Белтехэкспорт» Владимира Пефтиева и латвийско-тунисская UAZ-CI. Госкомвоенпром в лице Владимира Лавренюка опроверг данную информацию. Представитель комитета назвал сообщения о нарушениях эмбарго очередной дезинформацией, которую они рассматривают как элемент преднамеренной деструктивной информационной кампании, направленной на подрыв имиджа республики. Владимир Лавренюк напомнил про прошлогодние события, когда международная организация принесла извинения за ошибочную информацию, касаемую поставок белорусских вертолётов.
3 февраля 2020 года, по данным Africa intellegence, в страну прибыли десять белорусских военнослужащих, чьей задачей стало проведение курса подготовки для жандармов. В мае того же года ещё четыре белорусских специалистов предоставлены для технического обслуживания машин и обучения ивуарийских техников. Иностранцы разместились на военной базе Агбан под Абиджаном, которую занимала группировка бронетанковых эскадрилий (фр. Groupement d’Escadrons Blindés). Данное подразделение структурно входит в состав национальной жандармерии. Соединение имеет на вооружении различную колёсную бронетехнику, в том числе БРДМ «Кайман» производства 140-го ремонтного завода. Восемь этих машин, которыми располагали ивуарийские военные, были продемонстрированы 7 августа 2018 года в пригороде Абиджана Йопугоне на параде по случаю Дня независимости Кот-д’Ивуара.